# Patricia Smythe
Patricia Rosemary Smythe –conocida como Pat Smythe– (22 de noviembre de 1928-27 de febrero de 1996) fue una jinete británica que compitió en la modalidad de salto ecuestre. Participó en dos Juegos Olímpicos de Verano en los años 1956 y 1960, obteniendo una medalla de bronce en Estocolmo 1956 en la prueba por equipos.

## Palmarés internacional
| Juegos Olímpicos | Juegos Olímpicos   | Juegos Olímpicos  | Juegos Olímpicos |
| Año              | Lugar              | Medalla           | Categoría        |
| ---------------- | ------------------ | ----------------- | ---------------- |
| 1956             | Estocolmo (Suecia) | Medalla de bronce | Por equipos      |